# Vinylshakerz
Vinylshakerz ist ein deutsches Dance-Projekt, das im Jahr 2004 gegründet wurde und insbesondere durch die Single One Night in Bangkok bekannt ist.

## Karriere
Das Projekt „Vinylshakerz“ wurde im Jahre 2004 von den deutschen DJs und Produzenten Mike Griesheimer, Thomas Detert, die bereits in den 90er Jahren bei verschiedenen weiteren Projekten wie Activate oder 666 aktiv waren, und Rico Bernasconi, der als Mitglied von Master Blaster bekannt ist, gegründet. Bereits kurz nach der Gründung unterschrieben sie einen Vertrag mit dem deutschen Dance-Label Kontor Records.
Bis heute veröffentlichten sie ausschließlich Remixe beziehungsweise Cover-Versionen alter Klassiker. Bereits mit ihrem ersten Remix zu One Night in Bangkok von Murray Head, ein Jahr nach ihrer Gründung, also im Jahr 2005 die Single-Charts von Deutschland, Österreich und der Schweiz. Die Single hielt sich über zwei Monate in den deutschen Verkaufscharts und stieg bis auf Platz 25.
Auch ihre nächsten Singles Club Tropicana, im Original von Wham! und Daddy Cool, im Original von Boney M., konnten sie hoch in die Charts einsteigen. Besonders in Deutschland blieb der Erfolg nicht aus. Nachdem Bernasconi im Jahr 2006 ausstieg, konnten die nächsten Remixe Luv In Japan, Forget Me Nots, Can U Hear Me  und Hypnotic Tango keine Chartplatzierungen erreichen.
Erneuten großen Erfolg in den Clubs erreichte das Duo im Jahr 2013 mit einem 2k13-Remix zu ihrem Erfolgstrack One Night in Bangkok. Dieser erschien am 2. August 2013. Den Titelsong mixte CJ Stone.

## Diskografie

### Alben
- 2006: Very Superior

### EPs
- 2005: One Night in Bangkok
- 2005: Club Tropicana
- 2006: Daddy Cool
- 2006: Luv In Japan

### DJ Releases
- 2007: Forget Me Nots
- 2008: Can U Hear Me
- 2008: Hypnotic Tango
- 2009: Slave (turn up the music) – feat. KEMI
- 2010: One Night In Bangkok – & Rico Bernasconi
- 2011: Rainbow (mit Kemi)
- 2012: This Feeling – feat. Dee Edge
- 2013: Afterlife – feat. Richard Oliver
- 2013: Leaving On A Jet Plane – feat. ROX